# Shopgirl
Pour plus de détails, voir Fiche technique et Distribution.
Shopgirl ou Le Rayon des Gants au Québec est un film américain réalisé par Anand Tucker, sorti en salles le 21 octobre 2005. Le film est une adaptation du roman Mirabelle (Shopgirl en version originale), écrit par l'acteur et scénariste Steve Martin, dont il signe le scénario.

## Synopsis
Une jeune vendeuse désabusée qui aspire à devenir artiste doit faire un choix entre deux hommes : l'un, quinquagénaire divorcé et fortuné, l'autre, un jeune musicien.

## Fiche technique
- Direction artistique : Sue Chan
- Décors : William Arnold
- Costumes : Nancy Steiner
- Montage : David Gamble
- Musique : Barrington Pheloung
- Production : Ashok Amritraj, Jon Jashni et Steve Martin
- Sociétés de distribution : États-Unis : Buena Vista Pictures ; France : Quinta Distribution
- Langue : anglais, japonais
- Format : 2,35:1 - 35mm - Couleur – Son DTS, Dolby Digital et SDDS
- Durée : 106 minutes
- Genre : Comédie romantique

## Distribution
- Steve Martin (VQ : Jean-Marie Moncelet[2]) : Ray Porter
- Claire Danes (VF : Magali Barney[3] et VQ : Aline Pinsonneault) : Mirabelle
- Jason Schwartzman (VF: Damien Ferrette et VQ : Hugolin Chevrette) : Jeremy
- Mark Kozelek : Luther
- Bridgette Wilson-Sampras (VQ : Catherine Proulx-Lemay) : Lisa Cramer
- Frances Conroy : Catherine Buttersfield
- Rebecca Pidgeon : Christie Richards
- Samantha Shelton : Loki
- Joshua Snyder : Trey Bryan
- Rachel Nichols : la petite amie de Trey

## À noter
- Steve Martin envisageait de confier le rôle de Ray Porter à Tom Hanks, avant de finalement s’attribuer le rôle. Jimmy Fallon, quant à lui, devait incarner le personnage de Jeremy, mais quitta le projet avant sa mise en chantier à cause de problèmes d'emploi du temps[4].